# Coliseo Autónoma
El coliseo Autónoma es un recinto deportivo de la ciudad de Temuco, Chile. Se ubica en el sector Poniente de la urbe, y posee cerca de cuatro mil metros cuadrados. Es el centro de deportes y salud de la Universidad Autónoma de Chile, destinado a actividades académicas, físicas y recreativas. Fue inaugurado el miércoles 23 de noviembre de 2011, con la presencia de los deportistas Horacio de La Peña y Paul Capdeville. Su construcción tuvo un costo de 4,5 millones de dólares estadounidenses de la época. Cuenta con un gimnasio de dimensiones olímpicas, con capacidad para más de mil personas, además de salas de acondicionamiento físico, y laboratorios de fisiología y biomecánica. Aquí se encuentran los estudios del canal UATV, pertenecientes a la misma universidad.

## Acontecimientos
En el coliseo Autónoma, se desarrollan cada año las galas de gimnasia rítmica, organizadas por la propia universidad, y en las que participan representantes de las escuelas de Temuco.
También se presentan las galas Circo del Mundo, que fusionan el circo y la danza, y que son organizadas por la carrera de Pedagogía en Educación Física de la casa de estudios.
Otras actividades en el recinto son los torneos escolares de básquetbol y vóleibol, las jornadas masivas de zumba, y los pilates.